# Desaguadero (Peru)
Desaguadero ist eine Kleinstadt in der Provinz Chucuito in der Region Puno in Süd-Peru. Desaguadero liegt im gleichnamigen Distrikt. Die Stadt hatte 8635 Einwohner beim Zensus 2017.

## Lage
Die Stadt Desaguadero liegt am südlichen Seeende des Titicacasees an der Grenze zu Bolivien. Der Río Desaguadero, der Abfluss des Titicacasees, fließt östlich an der Stadt vorbei. Auf der gegenüberliegenden Flussseite befindet sich die bolivianische Stadt Desaguadero.

## Geographie
Desaguadero liegt zwischen den Anden-Gebirgsketten der Cordillera Occidental und der Cordillera Oriental. Das Klima ist ein typisches Tageszeitenklima, bei dem die Temperaturunterschiede im Tagesverlauf deutlicher ausfallen als im Jahresverlauf.
Die Jahresdurchschnittstemperatur beträgt knapp 8 °C (siehe Klimadiagramm Desaguadero), die Monatswerte schwanken nur unwesentlich zwischen 7 °C im Juni/Juli und 9 °C von November bis März. Der mittlere Jahresniederschlag beträgt etwa 670 mm und fällt vor allem in den Monaten Dezember bis März mit monatlich mehr als 100 mm, von Mai bis August herrscht eine Trockenzeit mit Monatsniederschlägen unter 15 mm.

## Verkehrsnetz
Desaguadero ist Endpunkt der Ruta Nacional 3S, die mit einer Länge von 1.516 Kilometern in südlicher Richtung von Junín nach Puno führt, und von dort im südöstlichen Teil der Region Puno auf den letzten 142 Kilometern über Ácora, Ilave, Juli, Zepita und Pomata nach Desaguadero.